# Bờ biển

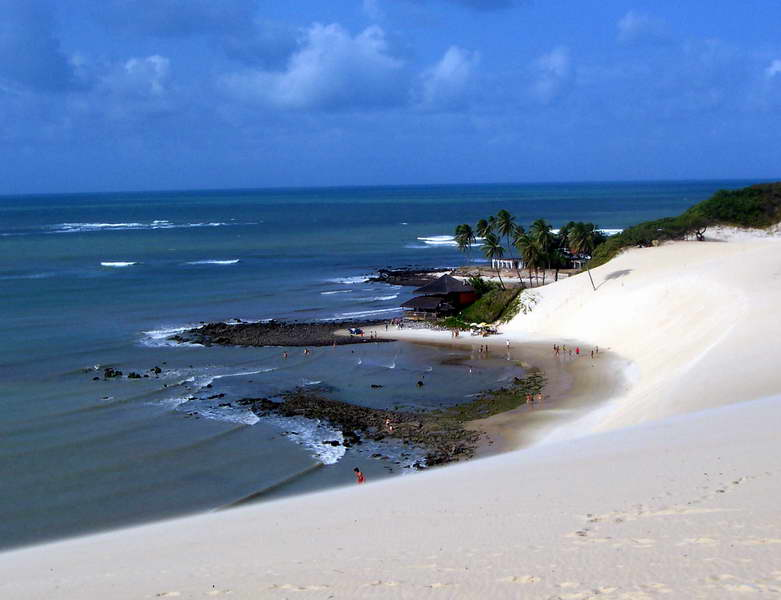
Đại Tây Dương: bờ biển đông của Brazil

Bờ biển (hoặc ven biển, duyên hải) được xác định là nơi đất liền và biển tiếp giáp nhau. Ranh giới chính xác được gọi là đường bờ biển, tuy nhiên yếu tố này rất khó xác định do sự ảnh hưởng của thủy triều. Thuật ngữ "đới bờ biển" cũng được sử dụng để thay cho bờ biển vì nó đề cập đến một khu vực xảy ra các quá trình tương tác giữa biển và đất liền. Cả hai thuật ngữ có thể dùng để đề cập đến các vị trí hay một vùng địa lý; ví dụ, bờ biển Tây của New Zealand, hoặc bờ biển Đông và Bờ biển Tây của Hoa Kỳ.
Bờ biển hở đề cập đến bờ biển mà phía trước nó là đại dương hở, ngược lại là bờ biển kín trong các vịnh. Đường bờ biển (shore hay shoreline), theo một cách khác có thể đề cập đến một phần đất nối các thể chứa nước lớn, bao gồm cả các đại dương và hồ (bờ hồ).

## Đới bờ biển
Đới bờ biển hay còn gọi là đới bờ, bao gồm hai dải không gian kéo dài ôm lấy đường bờ, là dải đất ven biển và dải nông ven bờ. Ranh giới bên trong của dải đất ven biển là địa giới hành chính các huyện, quận, thành phố ven biển; còn ranh giới bên ngoài của dải biển nông ven bờ là mép thềm lục địa. Đới ven bờ biển là nơi sinh sống của nhiều động vật hoang dã, các loài chim nước, rùa, cá sấu. Nhiều đầm, phá, vịnh biển là kho thực phẩm đã nuôi sống hàng triệu người, là nơi dồi dào nguồn nguyên liệu để làm phân bón, dược liệu... Khu vực này còn là nơi chăn nuôi gia súc, nuôi trồng thủy sản, sản xuất công nghiệp, kinh doanh du lịch, chế biến thủy sản... Với đa dạng về hình thái, về chức năng, vai trò quan trọng, đới ven bờ biển đã ảnh hưởng đến phương thức tồn tại của cộng đồng dân cư, tác động đến tập tục, cuộc sống của người dân ven biển.

## Vùng ven bờ và quản lý tổng hợp vùng ven bờ[4]

### Khái niệm vùng ven bờ
Vùng ven bờ thường được hiểu như là nơi tương tác giữa đất và biển, bao gồm các môi trường ven bờ cũng như vùng nước kế cận. Các thành phần của nó bao gồm các vùng châu thổ, vùng đồng bằng ven biển, các vùng đất ngập nước, các bãi biển và cồn cát, các rạn san hô, các vùng rừng ngập mặn, đầm phá, và các đặc trưng ven bờ khác. Khái niệm vùng ven bờ thường được xác định một cách tùy tiện, hơi khác nhau giữa các quốc gia và thường dựa vào giới hạn pháp lý và ranh giới hành chánh. Ngoài ra. còn có những sai khác về địa văn, sinh thái và kinh tế giữa các vùng khác nhau, do đó không có một định nghĩa được chấp nhận rộng rãi về vùng ven bờ. Thay vào đó, có nhiều định nghĩa bổ sung phục vụ cho những mục đích quản lý khác nhau, trong đó vấn đề ranh giới cần được xem xét. Ví dụ ở một số nước Châu Âu, vùng ven bở mở rộng ra tới vùng lãnh hải, một số nước khác thì lấy đường đẳng sâu làm giới hạn. Còn về ranh giới đất liền thì cũng rất mơ hồ do tác động của biển vào khí hậu có thể vào đến vùng nội địa bên trong cũng như vùng đồng bằng ngập lụt rộng lớn. Trong nhiều trường hợp, ranh giới vùng đất và biển được chọn thường có một khoảng cách nhất định với mốc tự nhiên chẳng hạn như là mức nước thấp trung bình (MLWM, Mean Low Water Mark) hay mức nước cao trung bình (MHWM, Mean High Water Mark).
Bảng 1. Một số ví dụ về ranh giới vùng ven bờ
| Nước, bang   | Ranh giới đất liên                           | Ranh giới biển                 |
| ------------ | -------------------------------------------- | ------------------------------ |
| Rhode Island | 200 bộ kể từ đất liền                        | Vùng lãnh hải (3 dặm)          |
| Hawaii       | Tất cả đất liền trừ vùng các khu rừng bảo vệ | Vùng nước của Bang             |
| Brunei       | Tất cả vùng đất liền và nước cách MHWM 1 km  | Từ MHWM đến 200 m nước sâu     |
| Singapore    | Toàn bộ đất liền                             | Vùng lãnh hải và các đảo xa bờ |
| Sri Lanka    | 300 m từ MHWM                                | 2 km từ MLWM                   |
| Malaysia     | Ranh giới huyện                              | 20 km từ bờ                    |

Theo IUCN (International Union for Conservation of Nature and Natural Resources, Liên minh Quốc tế Bảo tồn Thiên Nhiên và Tài nguyên Thiên Nhiên), vùng ven bờ được định nghĩa như sau: "là vùng ở đó đất và biển tương tác với nhau, trong đó ranh giới về đất liền được xác định bởi giới hạn các ảnh hưởng của biển đến đất và ranh giới về biển được xác định bởi giới hạn các ảnh hưởng của đất và nước ngọt đến biển".
Theo World Bank, vùng ven bờ được hiểu là "... dựa vào những mục tiêu thực tiễn, mà vùng ven bờ là một vùng đặc biệt có những thuộc tĩnh đặc biệt, mà ranh giới được xác định, thường dựa vào những vấn đề được giải quyết"
Ngoài ra còn có một số thuật ngữ khác được sử dụng trong QLTHVB bao gồm:
- Vùng ven biển (Coastal area): về mặt địa lý thì rộng hơn vùng ven bờ, đường biên của nó mở rộng về phía đất liền hơn. Vùng ven bờ chỉ là một phần của khu vực ven biển. Điều này rất quan trọng, đứng trên phương tiện chức năng, bởi trong nhiều quy trình về môi trường, nhân khẩu, kinh tế và xã hội trên thực tế bắt nguồn từ vùng ven biển rộng lớn,tuy nhiên những biểu hiện của chúng chỉ thấy rõ được trong phạm vi vùng ven bờ.
- Vùng nước ven biển (Coastal water): vùng đai hẹp gần bờ có nước biển và nước cửa sông.
- Vùng gian triều (Intertidal area): vùng giữa đường ngập triều khi triều thấp nhất và đường ngập triều khi triều cao nhất (phần đất liền chịu tác động của thủy triều).
- Đường bờ biển (Coastline): đường tiếp xúc tại điểm chia cắt đất liền với các vùng nước ven biển.
- Vùng đất ven bờ (Shore lands): vùng đất liền xuống tới đường biên cao nhất bị ảnh hưởng bởi thủy triều.

### Đặc tính của vùng ven bờ
1. Vùng ven bờ bao gồm sự đa dạng lớn về nơi ở và các hệ sinh thái (như vùng cửa sông, rạn san hô, thảm cỏ biển. rừng ngập mặn, đầm phá, vũng biển,..).
2. Các hệ sinh thái trên có các đặc điểm vốn có được mô tả như là các chức năng khi chú ý đến phạm vi hệ thống tài nguyên ven bờ. Đối với các vùng đất ngập nước, các chức năng đó bao gồm năng suất sơ cấp và năng suất thứ cấp để duy trì khu hệ động, thực vật; dự trữ trầm tích và các chất carbon hữu cơ để nâng cao năng suất sinh học; liên kết các hệ sinh thái cần thiết để duy trì chuỗi thức ăn, tuyến di cư và gia tăng sản lượng. Đối với các rạn san hô các chức năng đó sẽ bao gồm năng suất sinh học cao và tỷ lệ cố định carbon cao dẫn đến sự phát triển đáng kể các rạn san hô và sự an mòn vật lý và sinh học dẫn đến sự tạo thành trầm tích đá vôi.
3. Có mối liên hộ trực tiếp giữa các chức năng môi trường và việc sản sinh ra các hàng hóa để có thể sử dụng nhiều dạng hơn chỉ là một dạng trong các hoạt động của con người (ví dụ như đá vôi được sử dụng trong việc xây dựng và sản xuất vôi).
4. Trong vùng ven bờ, nơi mà có cạnh tranh giữa các bên liên quan khác nhau đối với việc sử dụng đất và biển thường dẫn đến những xung khắc mãnh liệt và phá hủy sự thống nhất của hệ thống tài nguyên.
5. Các hoạt động ở vùng ven bờ trong nhiều nước đã góp phần đáng kể vào GDP của kinh tế quốc gia. Ví dụ như SkiLanka, vùng ven bờ chiếm 24% diện tích đất cả nước, nhưng đóng góp 40% GDP của quốc gia với 50% dân số sống ở đây. Nhiều cộng đồng trong vùng Đông Nam Á phụ thuộc vào công nghiệp dầu lửa và tàu thuyền, du lịch ven bờ.
6. Vùng ven bờ là nơi tập trung cao sự định cư của con người và là nơi thích hợp cho sự đô thị hóa. Hầu hết các thành phố của các nước vùng Đông Nam Á, cũng như các nước trên thế giới nằm ở vùng ven bờ.
7. Vùng ven bờ sẽ là tâm điểm cho sự phát triển trong tương lai trong vòng 50 năm tới với sự gia tăng dân số và mở rộng các ngành công nghiệp. Những sự phát triển như thế sẽ dẫn đến sự gia tăng những xung đột về môi trường và xã hội, đòi hỏi cần phải có việc thực hiện kế hoạch quản lý tổng hợp.

### Các yếu tố sinh thái môi trường vùng ven bờ
1. Vị trí địa lý. Nằm tiếp giáp với đường bờ biển có thể có các dạng địa hình: đồng bằng thấp trũng thuộc khu vực các sông lớn, chịu ảnh hưởng của thủy triều, núi cao ăn tận biển, địa hình không bằng phẳng, cao hoặc là những gò đá sát biển và ít chịu ảnh hưởng của thủy triều, vùng đầm lầy hoặc đầm phá.
2. Khí hậu. Tần suất xuất hiện gió và bão cao, nhất là vùng ven biển nhiệt đới. Có chế độ gió mùa và ảnh hưởng rõ của chế độ này. Biên độ nhiệt độ dao động ngày và đêm không lớn như ở lục địa. Lượng mưa và độ ẩm không khí thường cao hơn vùng khác. Đây cũng là vùng dễ có các sự cố môi trường như bão lốc, sóng thần.
3. Môi trường đất. Có thể có các dạng đất như đất mặn, đất phèn, phèn mặn hoặc đất cát, cồn cát ven biển. Dễ mẫn cảm với các điều kiện biến đổi của môi trường như dễ bị xói lở do tác động của sóng gió. Môi trường đất bị ảnh hưởng mạnh của cả độ mặn trong nước biển và thủy triều. Môi trường sinh thái ở đây không có tính ổn định, dễ phát triển nhưng cũng dễ bị phá hủy, thay đổi.
4. Môi trường nước. Nước từ mặn cho đến lợ, độ mặn giảm từ biển vào đất liền, điều kiện nước cũng thay đổi theo chế dộ thủy văn ở các cửa sông đổ ra biển. Trong nước biển, nước sông và nhất là nước lợ, hàm lượng chất dinh dưỡng cao, có nhiều chất phù sa lơ lững và nhiều hạt sét mịn tạo nên trầm tích nhiều sét. Chế độ thủy triều ảnh hưởng mạnh đến hệ sinh thái thể hiện qua mức triều cực đại hay cực tiểu của chế độ nhật triều hay bán nhật triều. Chế độ nước ngọt rất khan hiếm, chỉ thấy từ các nguồn nước mưa hoặc giếng sâu từ tầng nước ngầm.
5. Môi trường không khí. Thường chất lượng không khí ở các vùng ven biển rất tốt nếu không có các hoạt động công nghiệp. Trong những vùng công nghiệp ven biển thì môi trường không khí sẽ bị ảnh hưởng. Tuy nhiên khả năng đảo nhiệt thưởng ít xảy ra hơn. Hàm lượng muối trong không khí cao dễ gây ăn mòn kim loại, các công trình xây dựng, vật liệu.
6. Đa dạng sinh học. Được chia làm hai phần: phần dứoi nước và trên cạn. Phần trên cạn lại được chia ra sinh vật ở vùng cao và sinh vật ở vùng ngập và bán ngập. Phần dưới nước chia ra sinh vật tầng mặt, sinh vật tầng nước nông và sinh vật tầng nước sâu. Nhìn chung đa dạng sinh học ở vùng ven biển rất phong phú và đa dạng. Tính đa dạng này phụ thuộc vào điều kiện môi trường tự nhiên như nhiệt độ, chế độ nước, môi trường đất. Đối với vùng đất cao, ít ngập triều và không có nước ngọt, đất dễ bị nhiễm mặn và khô hạn thì đa dạng sinh học nghèo nàn. Đối với vùng ngập nước và bán ngập triều hay còn gọi là đất ngập nước, thì đa dạng sinh học phong phú hơn nhiều.
7. Ô nhiễm môi trường vùng ven biển. Ngày nay với tốc độ phát triển kinh tế mạnh mẽ, hoạt động sản xuất và sinh hoạt của con người đã tác động mạnh mẽ đến môi trường sinh thái ven biển theo hướng ngày càng một xấu đi. Nguyên nhân của ô nhiễm xuất phát từ: nguồn nước thái sinh hoạt được thải trực tiếp từ các khu dân cư ven biển, nước thải công nghiệp, nguồn nước thải từ các cống rãnh đô thịm chất thải rắn từ công nghiệp và nông nghiệp.
8. Các dạng năng lượng trong môi trường ven biển. Năng lượng sóng biển: vô cùng lớn nhưng đến nay con người chỉ mới khai thác, sử dụng khoảng 1-2%. Một số nước trên thế giới đã sử dụng một phần năng lượng sống để phát điện, tuy nhiên vấn đề này còn nhiều khó khăn trong thiết kế, xử lý công trình. Năng lượng gió: là loại năng lượng có tiềm năng rất lớn dùng để phát điện, bơm nước, quay các động cơ,... Tuy nhiên nguồn năng lượng này cũng chưa được khai thác nhiều. Năng lượng ánh sáng mặt trời: sinh vật sử dụng năng lượng này cho quang hợp, sinh trưởng và phát triển, con người sử dụng để sấy khô nguyên liệu, làm muối.

### Quản lý tổng hợp vùng bờ[6]
Quản lý tổng hợp vùng bờ biển (QLTHVB). Được hiểu là một quá trình động và liên tục trong việc đưa ra các quyết định hợp lý đối với việc khai tác, sử dụng, phát triển tài nguyên và bảo vệ môi trường vùng bờ biển. Phần cốt lõi của QLTHVB là xây dựng một thiết chế tổ chức và cơ chế chính sách để điều hòa các giải pháp đã được chấp nhận của các ngành và những người sử dụng vùng bờ.

## Bảo vệ bờ biển bằng kè mỏ hàn
Mỏ hàn là loại công trình để chỉnh trị một đoạn sông hay một đoạn bờ biển. Chức năng: giảm lưu tốc dòng chảy, giảm vận chuyển bùn cát dọc bờ, tạo vùng nước tĩnh hoặc xoáy nhẹ để giữ bùn cát lại gây bồi cho vùng bờ, bãi bị xói, che chắn cho bờ khi sóng xiên truyền tới, giảm lực xung kích của sóng tác dụng vào bờ, hướng dòng chảy ven bờ bị lệch ra xa vùng xói lở.

## Ảnh vùng bờ biển

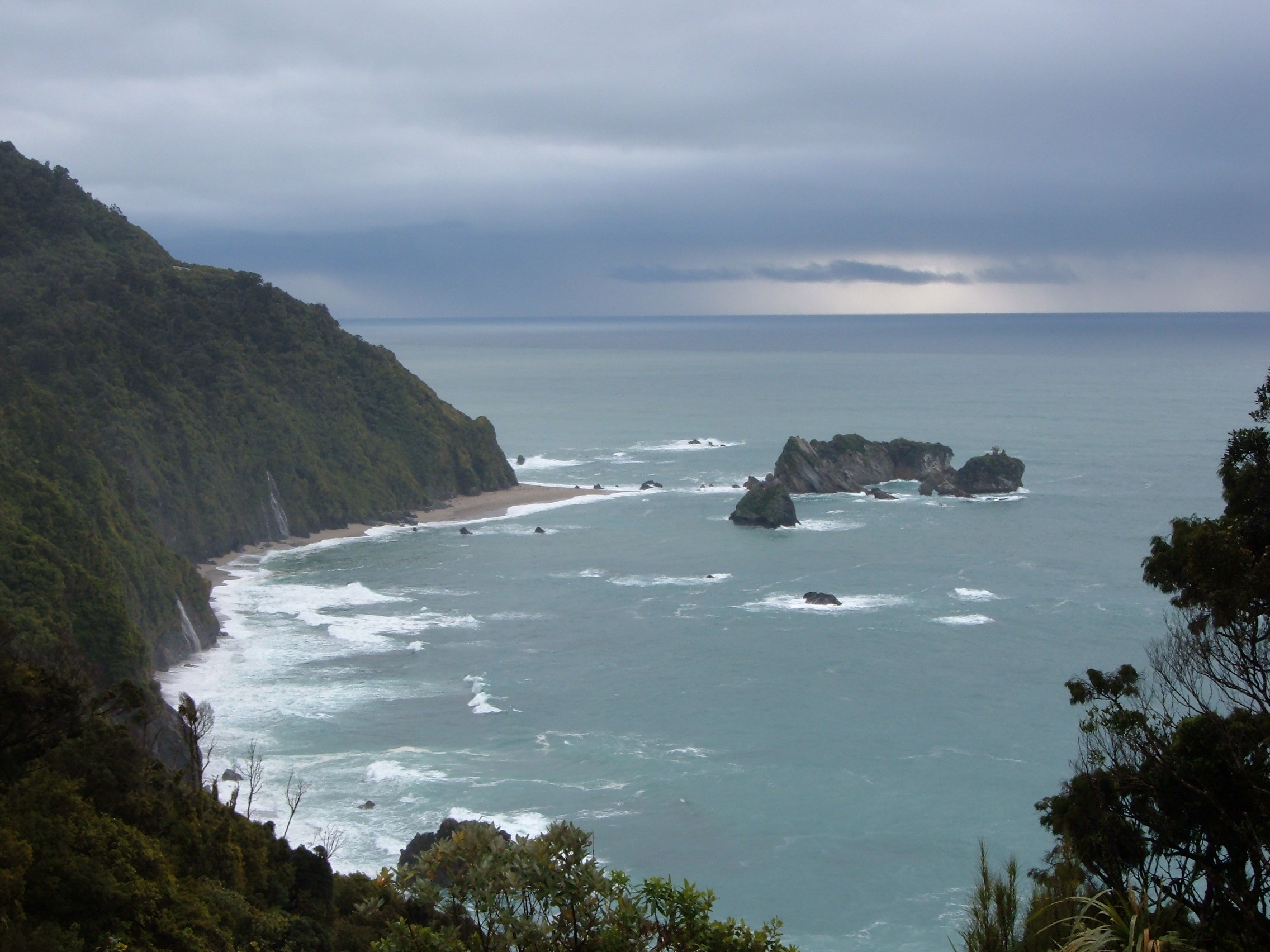
Thái Bình Dương: bờ biển Tây của New Zealand
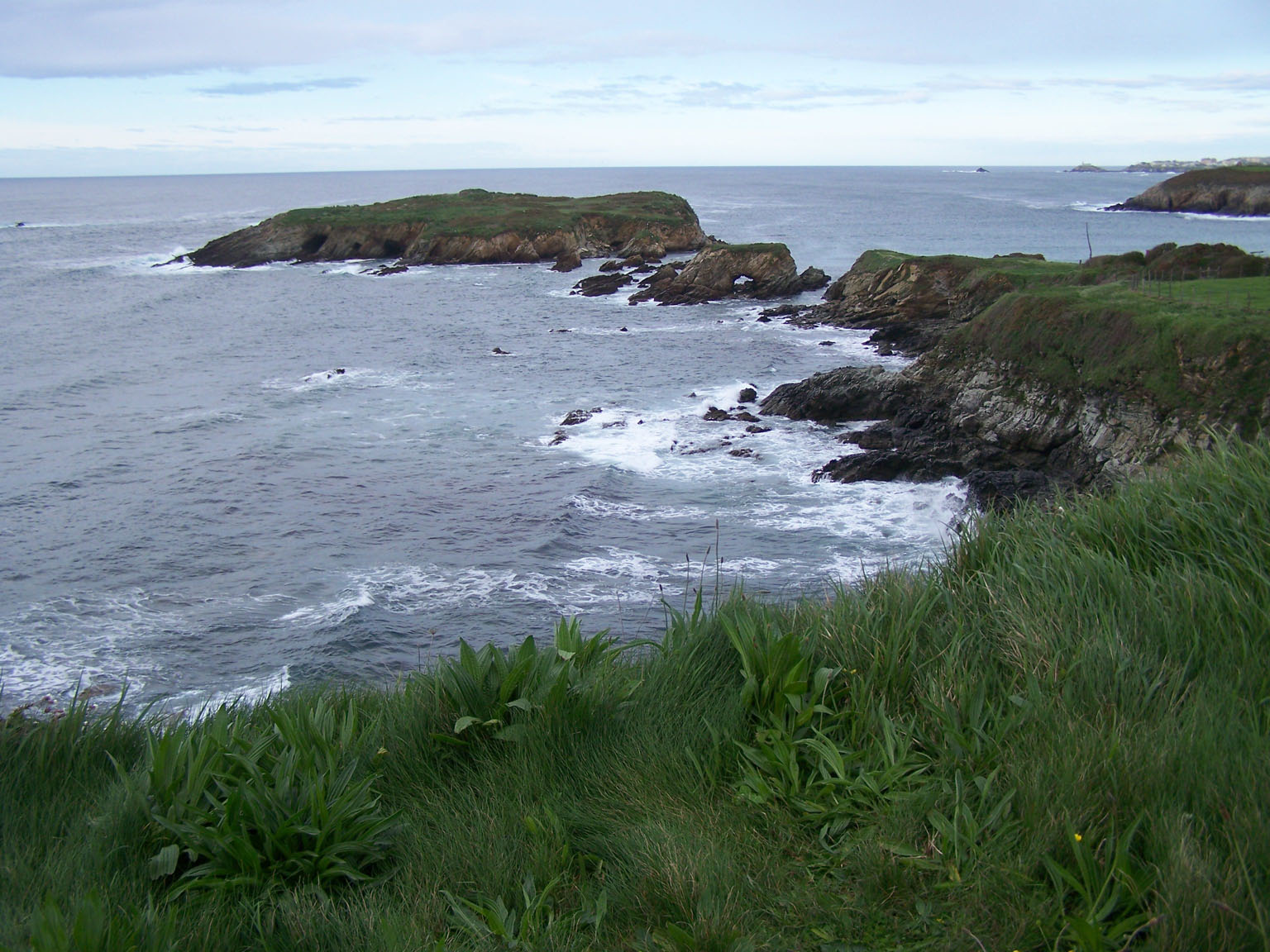
Đại Tây Dương: bờ biển vịnh Biscay gần Tapia de Casariego, Tây Ban Nha
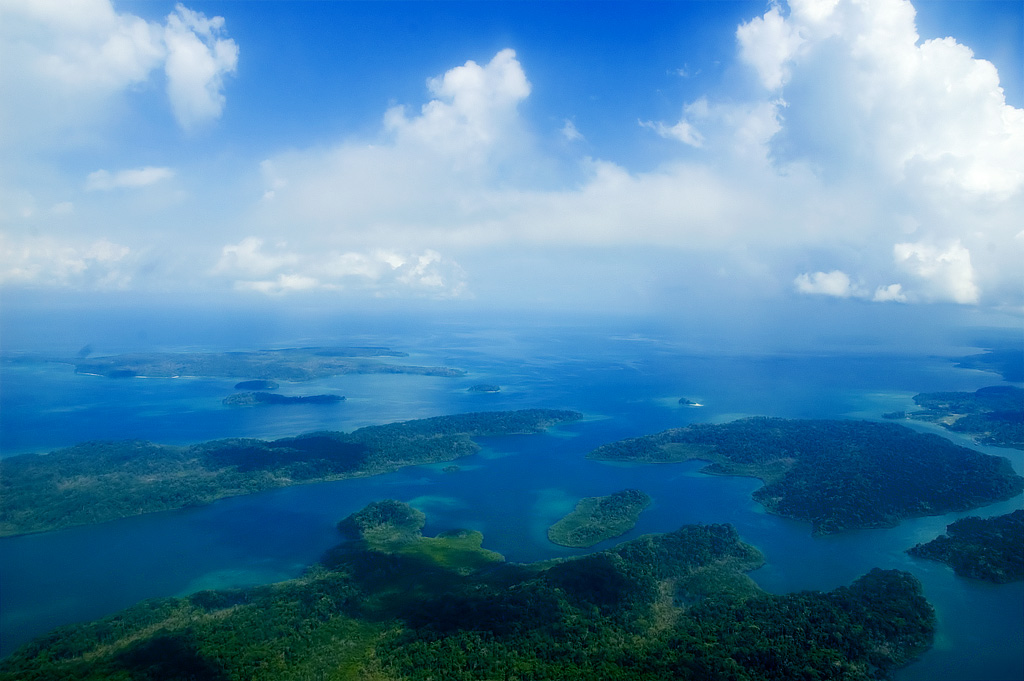
Ấn Độ Dương: bờ biển thuộc quần đảo Andaman, Ấn Độ trong vịnh Bengal
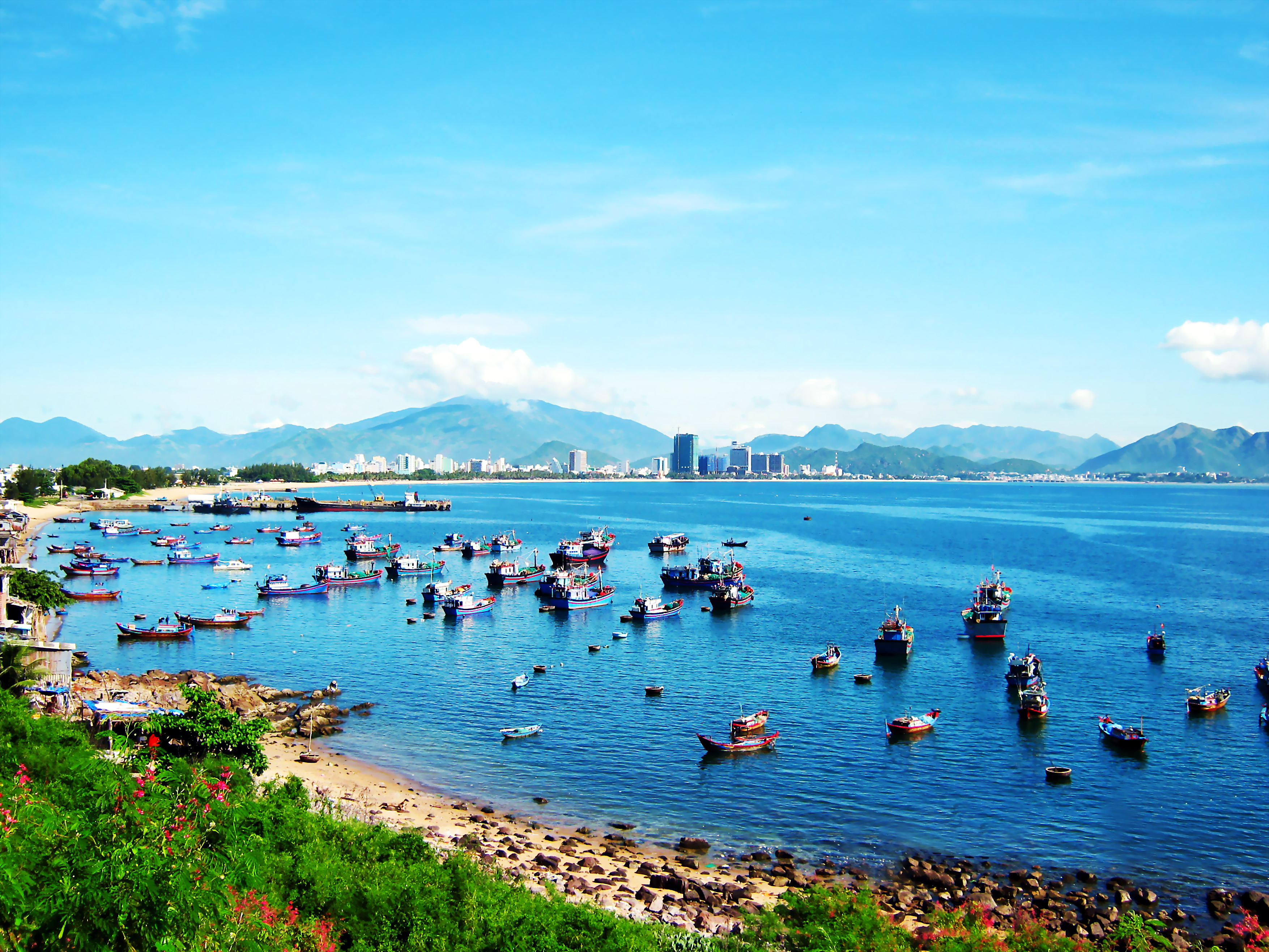
Một bờ biển ở thành phố Nha Trang, Việt Nam